# 伊朗人民敢死游击队
伊朗人民敢死游击队（波斯语：چريک‌های فدایی خلق ایران，Cherik-hayeh Fadaeyeh Khalgheh Iran）是伊朗的一个非法的共产主义组织。该组织成立于1979年，分裂自伊朗人民敢死游击队组织。该组织的意识形态是共产主义、马克思列宁主义。该组织的领袖是阿什拉夫·德赫加尼。该组织出版刊物《敢死队员通讯》和《巴赫曼月19日》。